# 黄丽蓉
黄丽蓉（1973年—），广东揭东人，汉族，中华人民共和国政治人物、第十二届全国人民代表大会广东地区代表。
毕业于暨南大学会计专业。加入中国共产党。2013年，担任全国人大代表。